# Екземпляризм
 Екземпляризм (лат. exemplar — оригінал, прообраз) — термін схоластичної філософії, який використовували Бонавентура та Тома Аквінський у вченні про створення світу Богом за початковим образом та подобою, виникнення «багатьох речей з єдиної» (індивідуацію), на зразок Бога тварі.

## Принцип індивідуації або екземпляризм у вченні Бонавентури
Для Бонавентури центральною в його вченні є проблема індивідуації; виникнення «багатьох речей з єдиної». 
Бог сам-у-собі є суб'єктом який пізнає й об'єктом що пізнається. При цьому знання, яке він має про себе, повністю адекватне та тотожне тому що уявляється, бувши подобою всього, що є Богом, а ця подоба є Словом, яке виступає як повнота ідей, за зразком яких Бог творить світ. 
Бонавентура розрізняє два типи подоб: імітація  (подоба тварі Богу) та екземплярність (індивідуація, подоба Бога тварі). З цими двома типами подоби пов'язані два типи знання: знання першого типу, тобто висхідне від кожної тварі до Бога, є множинністю в тварному розумі який пізнає, а знання, що ґрунтується на подобі тварі Богу, є Єдина породжувальна причина речей, що заключає божественні ідеї про все існуюче (подоби, зразки — exemplaries). Ідеї ці не відрізняються від божественної субстанції, власне це і є Бог.